# Station Rue
Station Rue is een spoorwegstation in de Franse gemeente Rue.